# Камара, Ола
Ола Уильямс Камара (норв. Ola Williams Kamara; 15 октября 1989, Осло, Норвегия) — норвежский футболист сьерра-леонского происхождения, нападающий шведского клуба «Хеккен». Выступал за сборную Норвегии.
Ола родился в семье выходцев из Сьерра-Леоне, которые ещё до его рождения переехали в Осло.

## Клубная карьера

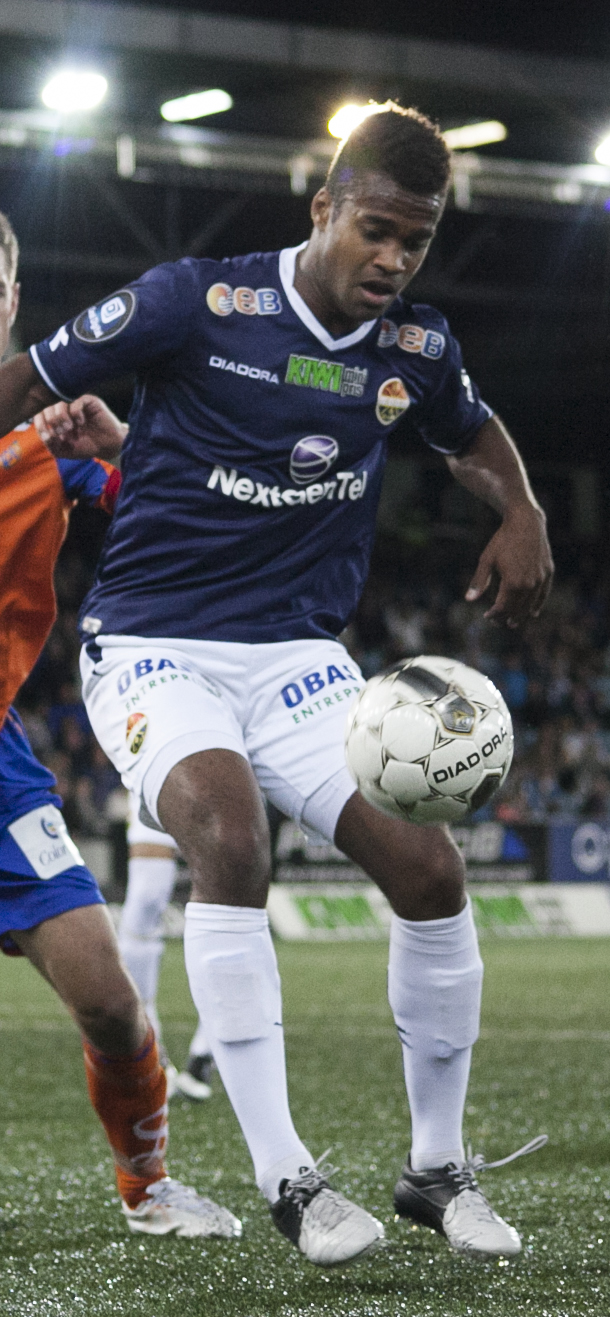
Камара в составе «Стрёмсгодсета»

Камара — воспитанник клуба «Стабек». 1 октября 2006 года в матче против «Лиллистрёма» он дебютировал в Типпелиге, в возрасте 16 лет, заменив по ходу поединка Сомена Чойи. В 2007 году Ола на правах аренды выступал за клуб второго дивизиона «Хёнефосс». После возвращения в «Стабек» он стал чемпионом страны. В 2009 году Камара перешёл в «Стрёмсгодсет», где рассматривался в качестве замены ушедшему Маркусу Педерсену. Контракт был подписан на два года. 3 мая в матче против «Саннефьорда» Ола дебютировал за новую команду. 21 июня в поединке против «Тромсё» он забил свой первый гол за «Стрёмсгодсет». В 2010 году Ола стал обладателем Кубка Норвегии в составе клуба.
В 2013 году Камара перешёл в австрийский «Рид», но сразу же был отдан в аренду в немецкий «Мюнхен 1860». 4 февраля в матче против «Кайзерслаутерна» он дебютировал во Второй Бундеслиге.
Летом того же года Ола вернулся в «Стрёмсгодсет» и помог команде стать чемпионом Норвегии, забив 12 голов в 14 матчах. В 2014 году Камара перешёл в венскую «Аустрию». 9 февраля в матче против «Рапида» он дебютировал в австрийской Бундеслиге. 4 мая в поединке против «Грёдинга» Камара забил свой первый гол за столичную команду. За год он забил всего два мяча и в 2015 году был отдан в аренду в «Молде». 7 апреля в матче против «Одда» Камара дебютировал за новую команду. 11 апреля в поединке против «Будё-Глимт» Ола сделал «дубль» забив свои первые голы за «Молде». 3 июля в матче против «Сарпсборг 08» он сделал хет-трик.
В начале 2016 года Камара перешёл в американский «Коламбус Крю». 9 апреля в матче против канадского «Монреаль Импакт» он дебютировал в MLS. 28 мая в поединке против «Реал Солт-Лейк» Ола сделал хет-трик, забив свои первые голы за «Крю». По итогам сезона 2016 он стал лучшим бомбардиром команды с 16 мячами. В сезоне 2017 он забил 18 мячей и вновь стал лучшим бомбардиром клуба.
20 января 2018 года Камара был обменян в «Лос-Анджелес Гэлакси». По условиям сделки «Крю» получил взамен форварда Гьяси Зардеса и $400 тыс. в целевых распределительных средствах, и ещё $100 тыс. получил бы в случае, если норвежец в 2018 году забил бы 12 или более мячей. Свой дебют за «Гэлакси», 4 марта в матче стартового тура сезона против «Портленд Тимберс», он отметил голом. 11 апреля Камара подписал новый трёхлетний контракт с «Лос-Анджелес Гэлакси».
27 февраля 2019 года Камара перешёл в клуб Китайской Суперлиги «Шэньчжэнь».
7 августа 2019 года Камара вернулся в MLS, перейдя в «Ди Си Юнайтед» за $2,5 млн. Кроме того «Ди Си Юнайтед» выплатил $200 тыс. в общих распределительных средствах «Колорадо Рэпидз» за первую позицию в рейтинге распределения 2019 года. За вашингтонский клуб он дебютировал 17 августа в матче против «Ванкувер Уайткэпс», выйдя на замену на 74-й минуте вместо Уэйна Руни. 21 августа в матче против «Нью-Йорк Ред Буллз» он забил свой первый гол за «чёрно-красных». В сезоне 2021 Камара забил 19 голов и разделил лидерство в гонке бомбардиров с Валентином Кастельяносом, но уступил ему «золотую бутсу» MLS по дополнительному показателю, голевым передачам — пять против восьми. По окончании сезона 2022 контракт Камары с «Ди Си Юнайтед» истёк.
23 марта 2023 года Камара присоединился к клубу чемпионата Швеции «Хеккен», подписав двухлетний контракт.

## Международная карьера
11 октября 2013 года в отборочном матче чемпионата мира 2014 против сборной Словении Камара дебютировал за сборную Норвегии, заменив Даниэля Бротена. 15 января 2014 года в товарищеском матче против сборной Молдавии Ола забил свой первый гол за национальную команду. В ноябре 2017 года Камара после трёхлетнего отсутствия вернулся в сборную Норвегии, приняв участие в товарищеских матчах со сборными Македонии и Словакии. 23 марта 2018 года в поединке против сборной Австралии он сделал хет-трик.

### Голы за сборную Норвегии
| #   | Дата           | Место                                     | Противник | Счёт | Результат | Соревнование                        |
| --- | -------------- | ----------------------------------------- | --------- | ---- | --------- | ----------------------------------- |
| 01. | 15 января 2014 | Мохаммед бин Зайед Стэдиум, Абу-Даби, ОАЭ | Молдова   | 1:1  | 1:2       | Товарищеский матч                   |
| 02. | 23 марта 2018  | Уллевол, Осло, Норвегия                   | Австралия | 1:1  | 4:1       | Товарищеский матч                   |
| 03. | 23 марта 2018  | Уллевол, Осло, Норвегия                   | Австралия | 3:1  | 4:1       | Товарищеский матч                   |
| 04. | 23 марта 2018  | Уллевол, Осло, Норвегия                   | Австралия | 4:1  | 4:1       | Товарищеский матч                   |
| 05. | 19 ноября 2018 | ГСП, Никосия, Кипр                        | Кипр      | 0:1  | 0:2       | Лига наций УЕФА 2018/2019           |
| 06. | 19 ноября 2018 | ГСП, Никосия, Кипр                        | Кипр      | 0:2  | 0:2       | Лига наций УЕФА 2018/2019           |
| 07. | 26 марта 2019  | Уллевол, Осло, Норвегия                   | Швеция    | 3:3  | 3:3       | Квалификация чемпионата Европы 2020 |

## Достижения
« Стабек»
- Чемпион Норвегии: 2008

«Стрёмсгодсет»
- Чемпион Норвегии: 2013
- Обладатель Кубка Норвегии: 2010